# Televisioni locali della Sardegna
Eitowers Sardegna è uno dei multiplex della televisione digitale terrestre presenti nel sistema DVB-T italiano.
Appartiene a EI Towers S.p.A. interamente posseduta da 2i Towers S.r.l., a sua volta controllata al 100% da 2i Towers Holding S.r.l., che è partecipata per il 40% da Mediaset e per il 60% da F2i TLC 1 S.r.l..

## Copertura
Eitowers Sardegna è una rete di primo livello disponibile in tutta la Sardegna.

## Frequenze
Eitowers Sardegna trasmette nell'isola sul canale 39 della banda UHF V nelle province di Cagliari e Sud Sardegna e sul canale 41 della banda UHF V nel resto della Sardegna.

## Servizi

### Canali televisivi
| LCN   | Canale                     | Note       |
| ----- | -------------------------- | ---------- |
| 10    | Videolina                  | FTA (HDTV) |
| 11    | T.C.S. Tele Costa Smeralda | FTA (HDTV) |
| 12    | L Unione TV                | FTA (HDTV) |
| 13    | TeleSardegna               | FTA (HDTV) |
| 14    | Uno 4                      | FTA        |
| 15    | CATALAN TV                 | FTA (HDTV) |
| 16 71 | CANALE ITALIA              | FTA        |
| 17    | CANALE ITALIA Sardegna     | FTA        |
| 18    | ODEON 24 Sardegna          | FTA        |
| 19    | TTS                        | FTA (HDTV) |
| 77    | SUPERTV ARISTANIS          | FTA (HDTV) |
| 79    | RTS                        | FTA (HDTV) |
| 80    | RADIO SARDEGNA TV          | FTA (HDTV) |
| 88    | Teleregione Live HD        | FTA (HDTV) |
| 99    | Sardegna Uno               | FTA (HDTV) |

### Canali radiofonici
| LCN | Canale             | Note |
| --- | ------------------ | ---- |
| 716 | RADIO SINTONY INT. | FTA  |

## Alcune delle principali postazioni
| Nome della postazione | Coordinate geografiche |
| Alà dei Sardi         | 40°35′N 9°26′E         |
| Arzana                | 39°56′N 9°32′E         |
| Barbagia              | 39°56′N 9°09′E         |
| Campuspina            | 39°22′N 8°34′E         |
| Capoterra             | 39°10′N 8°57′E         |
| Monte Limbara         | 40°51′N 9°10′E         |
| Monte Oro             | 40°43′N 8°30′E         |
| Monte Ortobene        | 40°19′N 9°22′E         |
| Monte Ossoni          | 40°54′N 8°46′E         |
| Monte Palmavera       | 40°35′N 8°15′E         |
| Monte Serpeddì 1      | 39°22′N 9°17′E         |
| Monte Serpeddì 2      | 39°21′N 9°17′E         |
| Marmilla              | 39°41′N 8°52′E         |
| Narcao                | 39°09′N 8°45′E         |
| Ogliastra             | 39°51′N 9°31′E         |
| Osilo                 | 40°44′N 8°40′E         |
| Punta Badde Urbara    | 40°09′N 8°37′E         |
| San Teodoro           | 40°50′N 9°42′E         |
| Sant'Antioco          | 39°05′N 8°24′E         |
| Siniscola             | 40°33′N 9°42′E         |
| Villasimius           | 39°12′N 9°29′E         |